# محمدرضا حبیبی
محمد رضا حبیبی قاضی دیوانعالی کشور است . او فعالیت قضایی را از پایین‌ترین رتبه‌های قضایی در استان اصفهان شروع کرد و پس از ۳۷ سال فعالیت در قوه قضاییه به عالی‌ترین منصب قضایی کشور دست یافت  .
حبیبی که از مدیران موفق دستگاه قضایی جمهوری اسلامی ایران محسوب می‌شود تا اواسط دهه هشتاد ریاست دادگستری شهرستان کاشان را به عهده داشت و سپس راهی دادگاه تجدیدنظر استان اصفهان شد و ریاست شعبه ۱۶ دادگاه‌های تجدیدنظر این استان را عهده‌دار شد . شعبه ۱۶ دادگاه‌های تجدید نظر استان اصفهان همزمان به عنوان " دادگاه کیفری استان " نیز شناخته می‌شد که به جرایم قتل عمدی رسیدگی می کرد .
محمدرضا حبیبی در خردادماه ۱۳۹۸  به سمت رئیس شعبه اول دادگاه تجدیدنظر و رئیس کل دادگستری استان اصفهان منصوب شد . محمدرضا حبیبی پیش از انتصاب به سمت رئیس کل دادگستری استان اصفهان ، رئیس کل دادگستری استان یزد بود . همچنین پیش از این به مدت شش سال  دادستانی عمومی و انقلاب مرکز استان اصفهان را عهده دار بود . حبیبی مناصبی چون دادستانی فریدونشهر را در کارنامه خود دارد .   او در تاریخ ۱۳ آبان ۱۴۰۰ از سوی ریاست قوه قضاییه به سمت « عضو معاون در دیوان عالی کشور » منصوب شد .
محمدرضا حبیبی به دلیل عملکردش هنگام تصدی دادستانی عمومی و انقلاب مرکز استان اصفهان و آنچه نقض حقوق بشر خوانده شده در سال ۲۰۱۱ در فهرست اشخاص تحریم‌شده اتحادیه اروپا قرار گرفت . در دورهٔ تصدی او سارقان با مجازات قطع دست و اعدام مواجه شدند که او با افتخار به آن قرارگیری نام خود در فهرست تحریم‌ها را مایه افتخار دانست . احمد شهید ، گزارشگر ویژه سازمان ملل در امور حقوق بشر در ایران و بان کی‌مون ، دبیرکل سازمان ملل بارها احکام قطع اعضای بدن و شلاق را « ظالمانه و غیرانسانی » توصیف کرده اند و از مقام‌های ایران خواسته‌اند اجرای این گونه مجازات‌ها را متوقف کنند .

## مواضع

### مخالفت با لغو حکم اعدام برای متهمان مواد مخدر
خبرگزاری میزان  در تاریخ  ۱۱ تیر ۱۳۹۶ یادداشتی از محمدرضا حبیبی، رئیس کل دادگستری یزد منتشر کرد. 
در بخشی از این یادداشت حبیبی با انتقاد از تحریم‌های آمریکا نوشته است: «سختگیری و احکام قاطعانه دادگاه‌های ایران در مقابله و برخورد با قاچاقچیان مواد مخدر به عنوان یکی از مصادیق نقض حقوق بشر به ادعای امریکا است. به گواه اسناد و مدارک متقن و مستند، از زمان حضور و استقرار امریکایی‌ها در افغانستان، تولید و صدور انواع مواد مخدر به ایران رشد چند برابری داشته است. برخورد قاطعانه دستگاه قضایی که بر اساس قوانین موضوعه نظام مقدس جمهوری اسلامی ایران با قاچاقچیان مواد مخدر صورت می‌گیرد با هدف صیانت از نسل جوان کشور است تا توطئه‌ها و سرمایه گذاری‌های امریکایی‌ها در این زمینه را خنثی نماید.»

### انکار اقلیت‌های جنسی و جنسیتی
در بخش دیگری از این یادداشت آمده است: «همجنس بازی یک عمل ناپسند و شنیع از نظر فقه اسلام و شریعت مقدس است و بر همین اساس، در قوانین نظام جمهوری اسلامی نیز مورد منع قرار گرفته است حال برخی این ممنوعیت را نقض حقوق بشر محسوب کرده و تربیون‌های تبلیغاتی خود را علیه ایران اسلامی به کار می‌گیرند. در اعلامیه‌های حقوق بشر، عقاید و اعتقادات دینی ملت‌ها مورد احترام قلمداد شده و از نظر عقلی و علمی نیز این عمل مطرود است، اما آمریکایی‌ها با هدف تزلزل نهاد مقدس خانواده به عنوان اصلی‌ترین رکن اجتماع، ممنوعیت همجنس بازی را نقض حقوق بشر اعلام می‌کنند.»

### امر به معروف و نهی از منکر
محمدرضا حبیبی در اردیبهشت ماه ۱۳۹۷ با  تاکید بر آمادگی هرچه بیشتر همه دستگاه‌ها در راستای پیشگیری از بروز برخی «هنجارشکنی‌ها» در ماه رمضان تاکید کرد: «در این راستا باید برخورد‌های قانونی با تدابیر لازم در دستور کار قرار گیرد؛ چنانچه دادگستری استان یزد مطابق سال‌های گذشته در راستای هنجارشکنی‌ها تدابیر ویژه‌ای را در دستور کار خود قرار داده است.»
او در ادامه  امر به‌ معروف و نهی از منکر را  بر مسئولان و همه شهروندان، «واجب شرعی» عنوان کرد  و گفت: « هرکدام از دستگاه‌های استان یزد، رسالت و وظیفه‌ای سنگینی در قبال مسئله نظارت در این حوزه دارند تا با جدیت هر چه بیشتر این مسئله را دنبال کنند؛ چراکه اگر امربه‌معروف و نهی از منکر در جامعه فراگیر شود، هنجارشکنان به خود جرئت نمی‌دهند که در این فضای حاکم بر جامعه، مرتکب جرم یا هنجارشکنی شوند.»

### مخالفت با وکالت متهمان امنیتی توسط وکلای تعیینی
محمدرضا حبیبی در نشست مقامات قضائی و وکلای اصفهان که در تاریخ ۳۰ خرداد ۱۳۹۸ برگزار شد، گفت: «متاسفانه در موارد معدودی شاهد این نکته بودیم که برخی وکلا به دفاع از متهمی که اتهام وی بر اقدام علیه امنیت نظام است اقدام می‌کنند که این امر به هیچ عنوان پذیرفتنی نیست.»
این مقام قضایی با تاکید بر ضرورت شفاف سازی وکلا درباره حق‌الوکاله های دریافتی افزود: «هرچند قانون‌گذار توافق بین وکیل و موکل را قبول دارد اما باید در بحث حق‌الوکاله‌ها دقت نظر بیشتری شود به نوعی که مورد رضایت خداوند و عادلانه باشد. در مواردی شاهد بودیم که یک وکیل درباره تمامی موارد حقوقی که وکالت کرده، یک مبلغ ثابت را به عنوان حق‌الوکاله ذکر کرده بود که مسلماً پذیرفتنی و باورکردنی نیست و شائبه‌های دیگری را به ذهن متبادر می‌سازد.»

### دفاع از فیلترینگ
محمدرضا حبیبی در سال ۱۳۹۷ در خصوص فیلترینگ پیام‌رسان تلگرام گفت: »دشمنان نمی‌خواهند اجازه بدهند این انقلاب ۴۰ سالگی خود را جشن بگیرد و از همین رو وقتی تلگرام این پیام رسانی که بستر و مأمن انواع جرائم، مالی، اقتصادی، منافی عفت و به ویژه بستر جرائم امنیتی شده بود فیلتر می‌شود اینگونه شاکی می‌شوند و موضع می‌گیرند و بیانیه صادر و محکوم می‌کنند.»

## اعتراضات مردمی
رئیس کل دادگستری استان اصفهان در تیرماه ۱۳۹۹ در رابطه با اعتراضات دی‌ماه ۱۳۹۶ و آبان ۹۸ اعلام کرد:‌ «تاکنون به پرونده برخی از عوامل و دست نشانده‌های آنان در استان که نقش آن‌ها در اغتشاشات سال ۹۶ و ۹۸ در حمله به مراکز نظامی و تخریب و آتش زدن اماکن عمومی به اثبات رسیده رسیدگی و منتهی به صدور رأی شرعی و قانونی شده و حکم آنها در مرحله تجدیدنظرخواهی است.»
حبیبی در بخش دیگری از سخنانش افزود: «دشمن تاکنون برای ساقط کردن نظام ما از هیچ اقدامی فروگذار نبوده اما به مدد الهی و پشتیبانی ملت هوشیار ایران، جمهوری اسلامی مستحکم‌تر از قبل در مقابل آن توطئه‌ها ایستاده و اکنون دنیا شاهد برگشت آن به خودشان است که چگونه در مقابل مطالبه گری حقوق اولیه ملت خودشان مسلحانه وارد عمل شده‌اند. دشمنان به دلیل ناکامی در رسیدن به اهداف پلید خود در جمهوری اسلامی به شدت به دنبال تفرقه افکنی و شعله ور شدن آتش اغتشاش در کشور هستند و به هرگونه اختلاف در کشور امید بسته‌اند، اما همه مسئولان و مردم فهیم بدانند که دامن زدن به این آتش به مصلحت نظام و کشور نبوده و ضروری است هوشیارتر از قبل پشت سر رهبری و اجرای رهنمودهای حکیمانه ایشان در جهت ماندگاری نظام گام بردارند. این موضوع به معنای عدم مطالبه گری بحق و قانونی مردم نیست و این امر باید در چهارچوب مقررات ضوابط و قانون صورت پذیرد، در غیر اینصورت بدخواهان از این فرصت سو استفاده خواهند کرد.
حبیبی در پایان  هشدار داد: «دست نشانده‌های منافقان و بدخواهان این ملت و نظام بدانند به صورت مدام و لحظه‌ای مورد رصد قرار داشته و تردیدی نداشته باشند با هر گونه تحرک آن‌ها به شدت برخورد خواهد شد. همانگونه که تاکنون به پرونده برخی از عوامل و دست نشانده‌های آنان در استان که نقش آن‌ها در اغتشاشات سال ۹۶ و ۹۸ در حمله به مراکز نظامی و تخریب و آتش زدن اماکن عمومی به اثبات رسیده رسیدگی و منتهی به صدور رأی شرعی و قانونی گشته و حکم آنها در مرحله تجدیدنظرخواهی در دیوانعالی کشور است.»

### اعتراضات دی ماه ۱۳۹۶
اسفندماه ۹۶ در نشست کمیته قضایی، انتظامی استان یزد، محمدرضا حبیبی، در مقام رئیس کل دادگستری این استان، اعتراضات مردمی دی‌ماه 1396 را «تلاش گسترده دشمنان و نقشه‌های شوم آنان برای ایران» خواند و گفت «با حضور به موقع و بصیرت انقلابی مردم، همه این نقشه‌ها خنثی و تحرکات در نطفه خفه شد.»
رئیس کل دادگستری استان یزد در ادامه افزود: «بافت فرهنگی و مذهبی مردم استان یزد هیچ اجازه‌ای را برای اغتشاش و ناامنی نمی‌دهد و اگر هم در مواردی افرادی که عمدتاً غیر بومی بودند و تحت القائات شبکه‌های مجازی قصد انجام حرکتی را داشتند، با توانمندی نیرو‌های انتظامی و امنیتی در بدو امر جلوگیری شده است.»
محمدرضا حبیبی در آذرماه ۱۳۹۷ بار دیگر با اشاره به اعتراضات دی‌ماه ۱۳۹۶گفت: «علی‌رغم همه دسیسه‌هایی که از ناحیه دشمن خصوصاً در نیمه دوم سال گذشته و امسال علیه کشور وجود داشته؛ اما به حول و قوه الهی همه نقشه‌های شوم آنان در حال نقش بر آب شدن است.» او در ادامه افزود «دشمنان ایران همه توطئه‌ها را به کار بردند، دلار‌های شیوخ منطقه را خرج کردند در عرصه تبلیغات، فضای مجازی و رسانه‌ها با ایجاد جنگ روانی سعی کردند در کشور اخلال ایجاد کنند و باعث ایجاد نارضایتی در مردم شوند و مردم را در مقابل نظام قرار بدهند و یک سری نفوذی‌های داخلی نیز محکم به میدان آمدند.»
مصطفی صالحی از معترضان اعتراضات دی ۱۳۹۶ ایران بود. او در جریان این اعتراضات در شهر کهریزسنگ از توابع شهرستان نجف‌آباد، استان اصفهان دستگیر شد. روابط عمومی دادگستری کل استان اصفهان در تاریخ ۱۵ مرداد ۱۳۹۹ اعلام کرد: «بامداد امروز حکم قصاص مصطفی صالحی که در جریان اغتشاشات دی ماه سال ۱۳۹۶ پاسدار شهید شاه سنایی را به ضرب گلوله به قتل رسانده بود، به تقاضای اولیای دم به اجرا درآمد.» 

### اعتراضات آبان‌ماه ۱۳۹۸
محمدرضا حبیبی، رئیس کل دادگستری استان اصفهان در جلسه علنی شورای اسلامی شهر اصفهان که در آذرماه ۱۳۹۸ برگزار شد، در رابطه با اعتراضات مردمی آبان در استان اصفهان گفت: «مردم در اجرای طرح افزایش قیمت بنزین منتظر بودند حرفشان شنیده شود، بنده معتقدم صدای مردم هنوز شنیده نشده است، در نشست‌های مختلف هم گفتیم که با تدبیر رهبر معظم انقلاب مردم معترض صف خود را از اغتشاشگران جدا کردند و غائله ختم شد ولی مردم که صف خود را جدا کردند با این امید و انتظار بود که صحبت‌هایشان شنیده شده و تصمیم گرفته شود.»
وی در پایان جلسه اعلام کرد: «فردی که ایجاد کننده کانال تلگرامی است که غیرمستند به نهادهای مختلف در اصفهان افترا می‌زند و توهین می‌کند حدود چهار پرونده قضایی داشته و حکم جلبش هم صادر شده است. او پرونده‌ای هم در دادگاه مطبوعات دارد. امید داریم با تجمیع پرونده‌هایش حکم پیشگیرانه و بازدارنده متناسب برای وی صادر شود.»
حبیبی در دی‌ماه ۱۳۹۸ در رابطه با شهروندانی که در جریان اعتراضات مردمی آبان بازداشت و یا کشته شدند، گفت آماری از تعداد کشته‌شدگان به ما ارائه نشده است. به گفته او «اینکه آماری ارائه نشده است می‌تواند به دلیل این باشد که برخی از این افراد از توسط مردم عادی و اغتشاش‌گران مسلح به شهادت رسیده‌اند.» 
رییس کل دادگستری استان اصفهان همچنین اعلام کرد بیش از صد قبضه اسلحه در روزهای نخست اعتراضات در استان کشف و ضبط شده است. 
حبیبی در رابطه با پرونده بازداشت‌شدگان آبان تصریح کرد «اغفال، جوگیری و فریب خوردگی» بسیاری از این افراد برای ما مشخص شد و در همان روزهای اول آزاد شدند. 
طبق اظهارات رییس کل دادگستری استان اصفهان، برخی از شهروندان معترض تحت عنوان «لیدرها و شاخه‌های اصلی اغتشاشات» در بازداشت هستند و تعداد آن‌ها از «انگشتان دست» تجاوز نمی‌کند.
این مقام قضایی در بهمن‌ماه ۱۳۹۹ در رابطه با آخرین وضعیت پرونده شهروندان بازداشت‌شده در جریان اعتراضات آبان گفت: « بسیاری از این افراد ارتباط مستقیم با معاندان نظام داشتند که با موج سواری بر اعتراض شهروندان برای گران شدن بنزین تخریب‌های زیادی را در کشور ایجاد کردند که پرونده آنها در دست رسیدگی است.»
او در باره این بازداشت‌شدگان و اعتراضات آبان ۹۸ گفت: «قطعاً باید بین معترض و کسی که قصد سوءاستفاده از اعتراضات را داشته تفاوت قائل شد، افزایش قیمت بنزین اقدام نسنجیده‌ای بود که حتی کارشناسان بر این مورد صحه گذاشتند مطمئناً اعتراضات برخی به حق بود اما سوءاستفاده جریانات ضدانقلاب از این ماجرا باعث شد تا موج سواری آنها آغاز شده و با تخریب‌ها و آتش زدن اقدامات خلاف قانون انجام دهند که حتی این موارد خط قرمز نظام بود.»

### اعتراضات هواپیمای اوکراینی
محمدرضا حبیبی رییس کل دادگستری استان ضمن با اشاره به ساقط شدن هواپیمای اوکراینی توسط سپاه پاسداران انقلاب اسلامی و کشته شدن قاسم سلیمانی در عراق گفت: «دلیل اینکه دشمن در چنین مقطع حساسی با کشتن آن مرد بزرگ این خطر پذیری را پذیرفت، ناتوانی و درماندگی آن‌ها در مقابل تدابیر مقابله‌ای فرمانده سپاه قدس و به خطر افتادن منافع نامشروع آن‌ها در کل منطقه غرب آسیا بود و علی رغم آنکه به خوبی می‌دانست سیلی محکمی از این اقدام تروریستی خواهد خورد باز مرتکب این اقدام تروریستی شد.»
او با اشاره به شکل‌گیری اعتراضات مردمی به دنبال ساقط شدن هواپیمای اوکراینی افزود: «مردم با بصیرت و فهیم ایران بار دیگر با حمایت همه جانبه از نظام‌شان تمامی نقشه‌ها، فراخوان‌ها و توطئه‌های بعدی وقایع اخیر را نقش بر آب کرده و مشت محکمی بر دهان ابرقدرت‌ها و در رأس آن‌ها آمریکای جنایتکار زدند و ثابت کردند پشتیبان ولی فقیه و ارزش‌های والای اسلامی نظام و کشورشان هستند و این یک سرمایه بزرگ برای مسؤولان محسوب می‌شود.»
رئیس کل دادگستری استان اصفهان در تاریخ ۲۳ دی ۱۳۹۸ بار دیگر با اشاره به اعتراضات پس از سقوط هواپیمای اوکراینی، از مردم خواست «فراخوان دشمنان خارجی و ضدانقلاب به منظور اغتشاش» برای تجمعات را همراهی نکنند.  
حبیبی در ادامه ضمن هشدار به «برخورد قاطعانه» با شهروندان معترض گفت: «تنها افرادی که زیر پرچم انگلیس و آمریکا و آل سعود هستند و تعداد بسیار کمی هم دارند از این فراخوان‌ها استقبال کردند. اگر انگلیس خیرخواه مردم بود سفیر این کشور به عنوان لیدر اغتشاش‌گران بازداشت نمی‌شد، مراجع ذیربط افراد و کانال‌ها و پیج‌هایی که دعوت به اغتشاش می‌کنند را زیر نظر داشته و در صورت لزوم با آن‌ها برخورد قاطعانه‌ای صورت خواهد گرفت.

## تحریم اتحادیه اروپا
اتحادیه اروپا طی تصمیم روز جمعه ۱۸ مهر ۱۳۹۰ (۱۰ اکتبر ۲۰۱۱)، ۲۹ نفر از مقامات جمهوری اسلامی ایران را تحریم کرد. علت تحریم این افراد «نقض جدی حقوق بشر از جمله اعدام و شکنجه و صدور احکام قضايی ناعادلانه» عنوان شده است.
این فهرست که به صورت مداوم توسط اتحادیه اوپا در دست بررسی است دارایی این افراد را مسدود می‌کند و اجازه ورود آنان به کشورهای عضو این اتحادیه را نمی‌دهد.
اتحاديه اروپا از مسوولان مورد تحريم از جمله «محمدرضا حبیبی» خواست رويه خود را تغيير دهند و در نقض حقوق بشر دخالت نداشته باشند.
بر اساس بیانیه اتحادیه اروپا، محمدرضا حبیبی در زمان تصدی دادستانی استان اصفهان، مسئول ایجاد اختلال در محاکمه متهمان در دادگاه عادلانه مانند محاکمه برادران فتحی در ماه می ۲۰۱۱ بوده‌است، به طوریکه در حین رسیدگی به اتهام فتحی وضعیت سلامت و روحی و روانی او توسط محمد رضا حبیبی مورد بی‌توجهی قرار گرفت.
محمدرضا حبیبی در واکنش به تحریم اتحادیه اروپا، این امر را باعث افتخار خود دانست و گفت: «من از این اقدام اتحادیه اروپا بسیار خوشحال شدم، چرا که اجرای احکام شرع منور و عمل به مقررات انقلاب اسلامی مرا در لیست معاندین و کفار اسلام قرار داده‌است و من به حکم اسلام عمل کرده‌ام».
محمدرضا حبیبی در مراسم تودیعش به عنوان دادستان استان اصفهان گزارشی را از عملکرد دادستانی ارائه کرد. او در سخنانش به پنج فقره قطع دست سارقان در سال ۱۳۹۳ اشاره کرد و گفت: «طی یک سال گذشته پنج فقره قطع ید به عنوان حد شرعی از سارقان باسابقه در زندان اجرا شده که به دلیل دشمنی‌های بیرونی رسانه‌ای نشده است، اما به اعتراف مأموران نیروی انتظامی این اقدام تأثیر خوبی را بر جامعه گذاشته و میزان جرم و جنایت را کاهش داده است». 
به گزارش ایسنا، دادستان وقت استان اصفهان در این مراسم همچنین از اعدام «دو سرکرده باند ضد امنیت» خبر داد که از طلافروشی‌ها سرقت مسلحانه می‌کردند. به گفته او پدر یکی از این دو فرد «در خارج از کشور جز منافقان بوده است.»